# Messerschmitt Bf 108

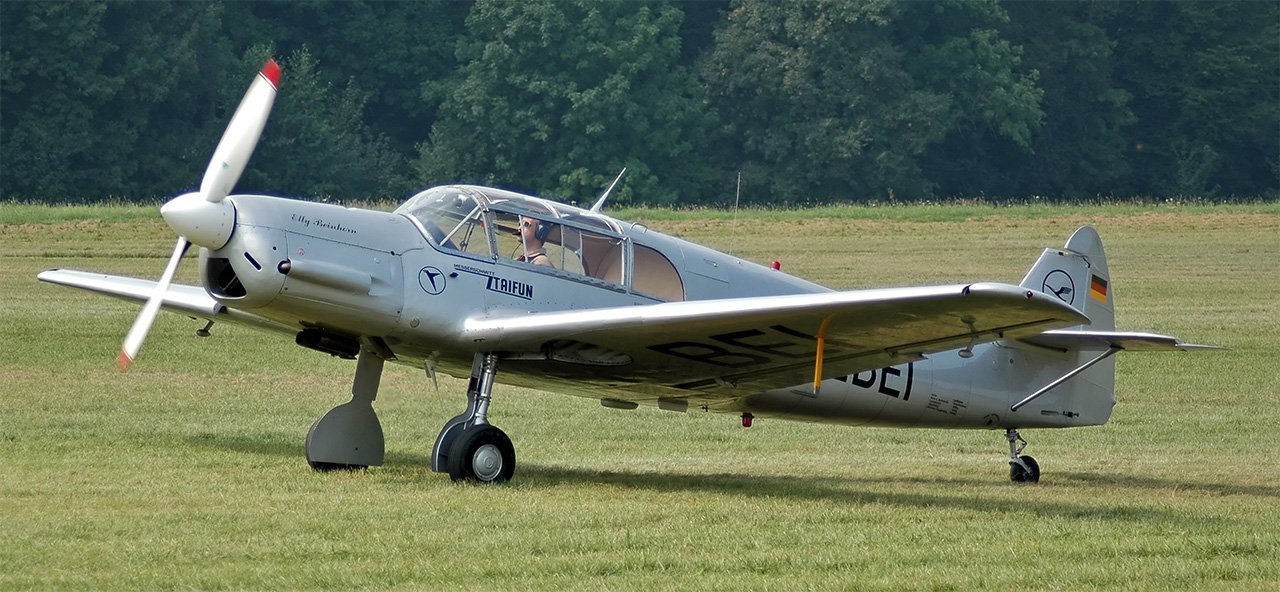
Bf 108 ägd av Lufthansa-stiftelsen.

Messerschmitt Bf 108 Taifun var ett fyrsitsigt flygplan som delade många konstruktionsdetaljer med Bf 109. Vid en hastig anblick märks tydligt att vingar, stabilisator och fena är aerodynamiskt lika storebror Bf 109, men pilot och passagerare sitter sida vid sida i en täckt förarkabin. Det tillverkades i ca. 885 exemplar.
I dag finns 13 kända kompletta exemplar bevarade, flera i flygbart skick. Dessutom finns närmare 50 stycken av den fransktillverkade versionerna Nord 1002 och Nord Noralpha bevarade.